# Павлов, Капитон Степанович
Капитон Степанович Павлов (1792, Ревель, Российская империя — 1 января 1852, Киев, Российская империя) — украинский художник XIX века. Живописец, пейзажист, портретист, автор жанровых композиций.

## Биография
Родился в городе Ревель в 1792 году. В 1800—1815 годах учился в Академии художеств (Санкт-Петербург). Во время обучения в Императорской Академии художеств Павлова неоднократно награждали медалями и аттестатами. После обучения переехал на Украину. В 1820—1839 годах преподавал в знаменитой Нежинской гимназии А. А. Безбородко (с 1832 года — лицей), где у него учились Николай Гоголь, братья Евгений и Николай Гребёнки. Участвовал в лотереях Общества в 1835, 1838 и 1842 годах. В 1839—1846 годах преподавал в Киевском университете. Капитон Степанович Павлов был лично знаком с великим украинским поэтом Тарасом Григорьевичем Шевченко. Умер в Киеве 1 января 1852 года.

## Работы Павлова
- Портреты:
  - «Автопортрет», 30-е года XIX века, Киевский музей украинского искусства;
  - «Портрет мичмана Г. Чайковского», 1840 год, Государственный музей искусств Казахстан имени Абылхана Кастеева.
- Жанровые картины:
  - «Плотник», 1838 год, Государственный Русский музей, Санкт-Петербург;
  - «Дети художника», 30-е года XIX века, частная коллекция, Киев;
  - «Играющие дети», 1837 год, Псковская картинная галерея;
  - «Чабан», 30-40-е года XIX века — воспроизведено в офорте Л. Жемчужникова к «Живописной Украине».
- Пейзажи:
  - «Церковь Спаса Нерукотворного в Полтаве», 30-е года XIX века.

## Награды
- Серебряная медаль второго достоинства за рисунок с натуры, 1811 год;
- аттестат 2-й степени по живописи портретной, 1815 год.

## Воспоминания современников
Тарас Григорьевич Шевченко в своей повести «Близнецы» пишет про Павлова как про хорошего художника и доброго человека.

### На украинском языке
- Украинская советская энциклопедия: В 17-ти томах = Українська радянська енциклопедія (укр.) / За ред. М. Бажана. — 1-е вид. — Киев: Гол. редакція УРЕ, 1959—1965. — Т. 10. — С. 451. — 576 с.